# Bottrop-Klasse
Bei den Minenlegern der Bottrop-Klasse (370) (vor Umbau Klasse 765) der Bundesmarine handelte es sich um ehemalige Landungsschiffe des amerikanischen Typs LST-542, die in Deutschland zu Minenlegern umgebaut wurden.
Die Einheiten wurden 1960 zum Stückpreis von 340.000,00 DM von der US Navy erworben und von MWB Motorenwerke Bremerhaven zu Minenlegern umgebaut. Im Februar 1964 wurden die Bottrop und am 9. April 1964 die Bochum in Dienst gestellt und dem Minenschiffgeschwader, ab 1965 Minenlegergeschwader, zugeordnet. Die Bamberg wurde nur zu etwa 60 % fertiggestellt und schließlich an die Niederlande verkauft.
Nach der Außerdienststellung im Jahr 1972 wurden sie an die Türkei abgegeben.

## Einheiten
| Kennung        | Name    | Klasse    | Dienstzeit                                     | Verbleib                                            |
| -------------- | ------- | --------- | ---------------------------------------------- | --------------------------------------------------- |
| N 120 / A 1404 | Bochum  | 765 / 370 | 09.04.1964 – 14.09.1971                        | 1972 an die Türkei verkauft: TCG Sancaktar (N-121)  |
| N 121 / A 1405 | Bottrop | 765 / 370 | 06.02.1964 – 28.09.1971                        | 1972 an die Türkei verkauft: TCG Bayraktar (NL-120) |
| A 1403         | Bamberg | 765 / 370 | für die Deutsche Marine nie in Dienst gestellt | 1970 an die Niederlande verkauft                    |